# ヒューゴ・フォーゲル
ヒューゴ・フォーゲル（Hugo Vogel、1855年2月15日 - 1934年9月26日）は、ドイツの画家である。

## 略歴
ザクセン＝アンハルト州のマクデブルクで商人の息子に生まれた。実業学校を卒業した後、1874年から1880年まで、デュッセルドルフ美術アカデミーで、ヴィルヘルム・ゾーンやエドゥアルト・フォン・ゲープハルトらに学んだ。1883年にプロイセンの美術アカデミーの展覧会に出展した。イタリアで修行した後、1886年にベルリンに住むようになり、翌年、ベルリンの美術アカデミーの教授となり1892年まで教授職を続けた。1892年にエドヴァルド・ムンクの最初の展覧会がベルリンで開催されたが、新聞からの激しい批判に従う形で、ベルリン画家協会が予定を早めて7日間で展覧会を終了させた「ムンク事件」が起こった時、アカデミーの保守的な会長、アントン・フォン・ヴェルナーらに抗議する形で教授を辞任した。「ベルリン分離派」の母体となった画家のグループ、「11人協会」のメンバーとして活動した。フォーゲルの教えた学生にはアウグスト・フォン・ブランディス(de:August von Brandis)やクララ・ジーベルト(Clara Siewert)がいる。
1893年にはパリを訪れ、ジュール・ジョゼフ・ルフェーブルに学び、スペイン、北アフリカやオランダ。ベルギーなどを旅した。
1900年の大ベルリン美術展(Große Berliner Kunstausstellung)で金賞を受賞した。ベルリンやハンブルク、メルゼベルクなど、いくつかの街のタウンホールの壁画も描いた。第一次世界大戦中は、タンネンベルクの戦いを勝利させた軍司令官、パウル・フォン・ヒンデンブルクの公式肖像画家として、ヒンデンブルクに随行し、作品を描いた。

## 作品

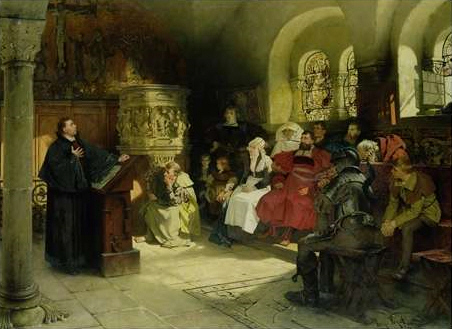
マルティン・ルター
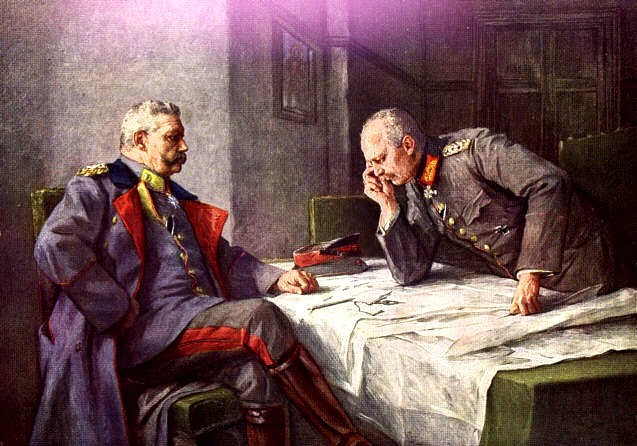
ヒンデンブルクと参謀長ルーデンドルフ
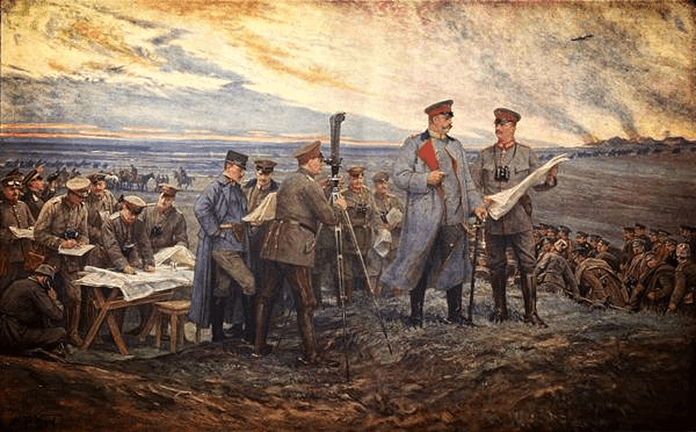
タンネンベルクの戦い

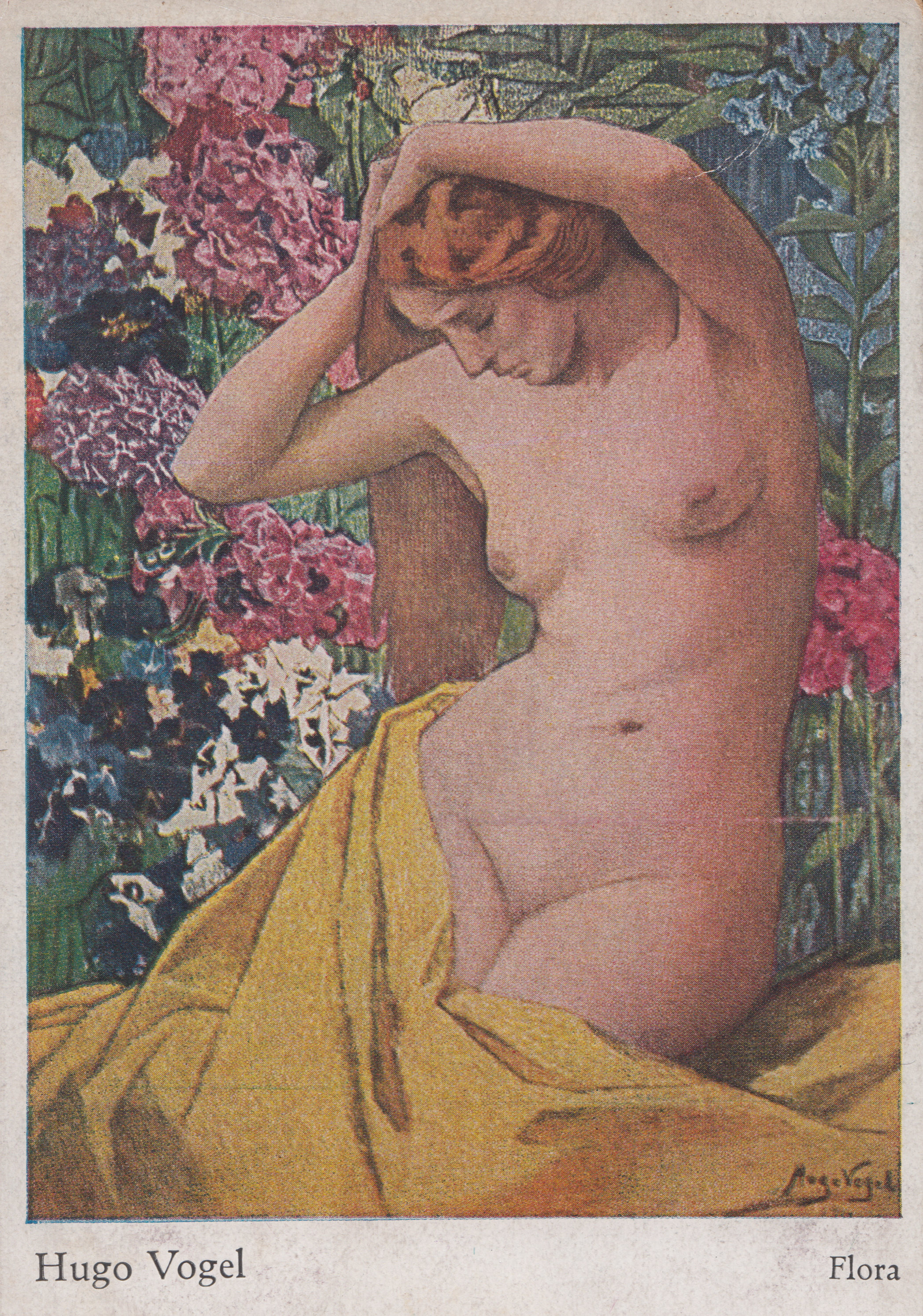
Flora (c.1910)
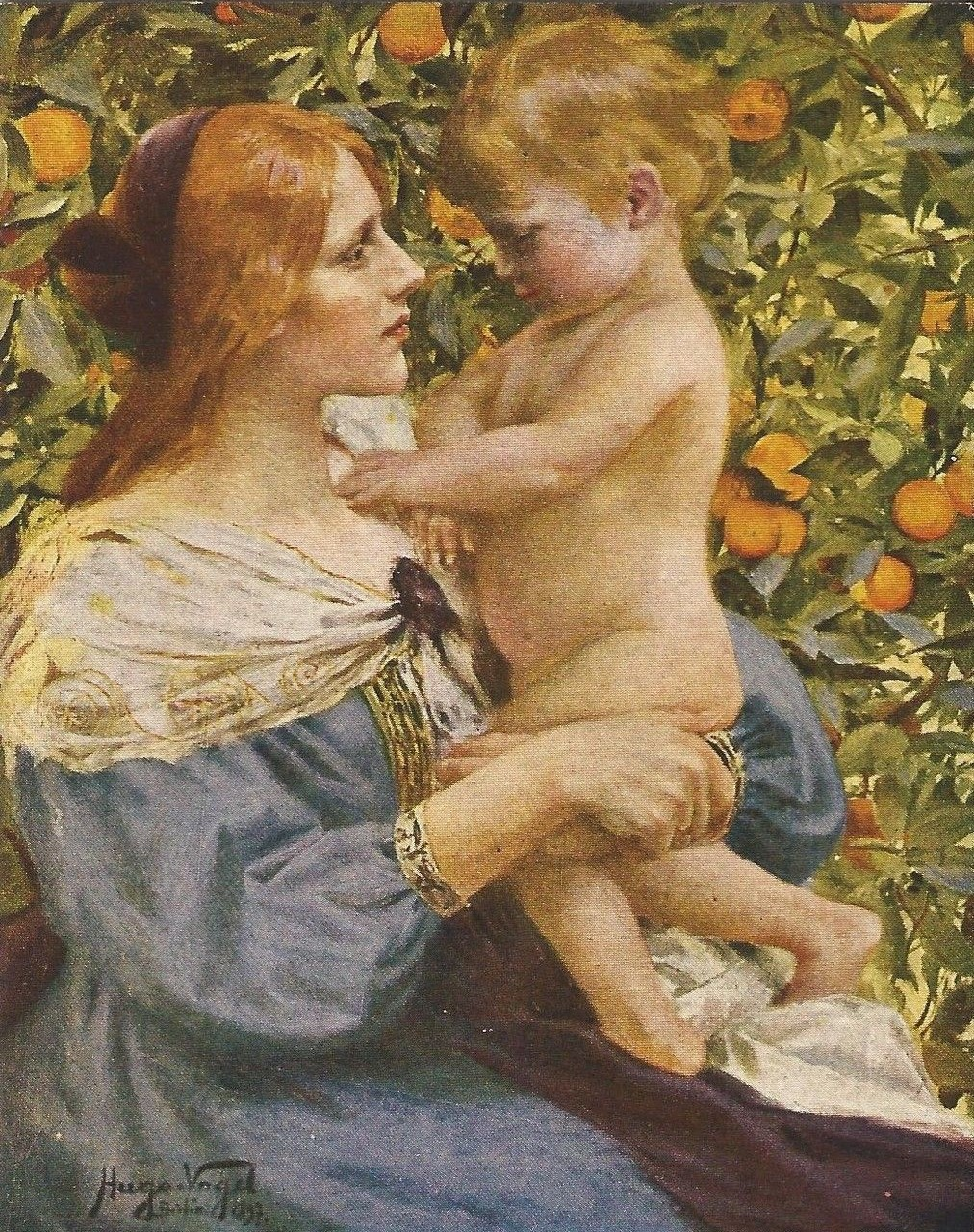
若い母と子 (1897)
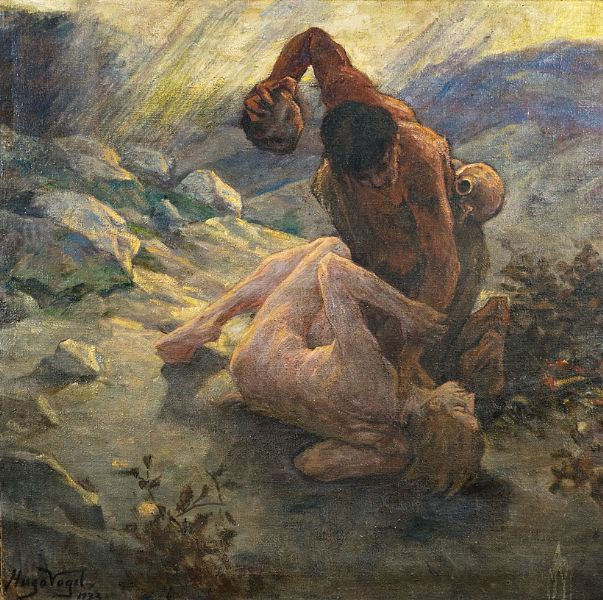
カインとアベル (1922)
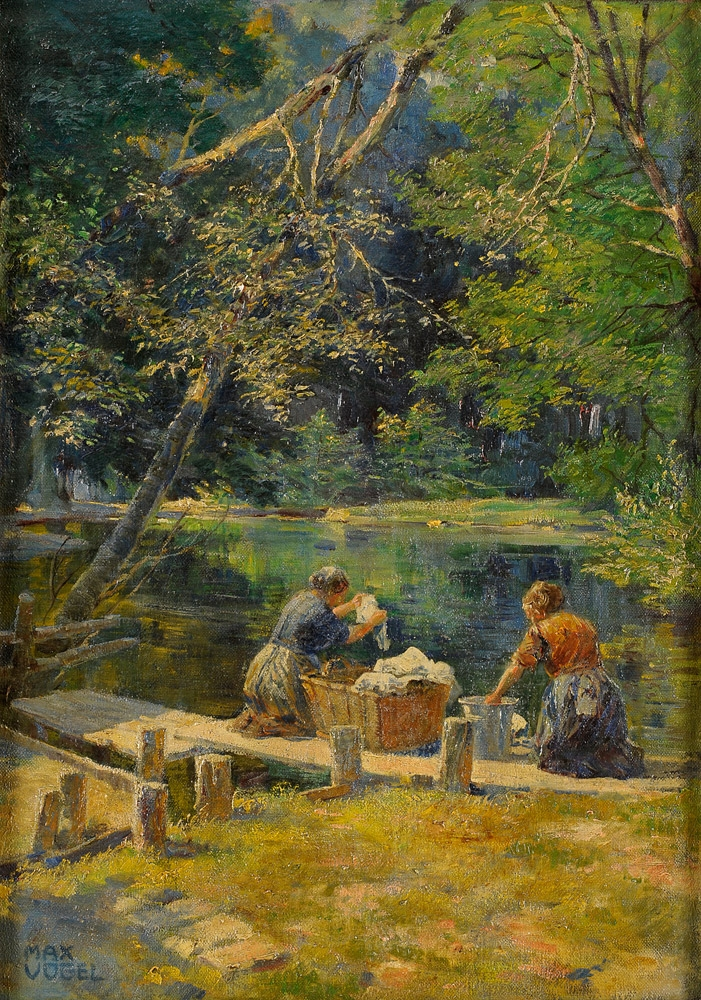
洗濯